# Tunis Open 2014
Il Tunis Open 2014 è stato un torneo di tennis facente parte della categoria ATP Challenger Tour nell'ambito dell'ATP Challenger Tour 2014. È stata la 9ª edizione del torneo che si è giocato a Tunisi in Tunisia dal 28 aprile al 6 aprile 2014 su campi in terra rossa e aveva un montepremi di $125,000+H.

## Partecipanti singolare

### Teste di serie
| Nazionalità | Giocatore             | Ranking | Testa di serie |
| ----------- | --------------------- | ------- | -------------- |
| Francia     | Kenny de Schepper     | 63      | 1              |
| Germania    | Tobias Kamke          | 91      | 2              |
| Russia      | Evgenij Donskoj       | 99      | 3              |
| Argentina   | Facundo Argüello      | 107     | 4              |
| Romania     | Adrian Ungur          | 118     | 5              |
| Tunisia     | Malek Jaziri          | 120     | 6              |
| Germania    | Julian Reister        | 128     | 7              |
| Francia     | Pierre-Hugues Herbert | 135     | 8              |

### Altri partecipanti
Giocatori che hanno ricevuto una wild card:
- Ameur Ben Hassen
- Danyal Sualehe
- Abid Mehdi
- Lamine Ouahab

Giocatori che sono passati dalle qualificazioni:
- Gianluca Naso
- Juan Lizariturry
- Alessandro Giannessi
- Flavio Cipolla

## Partecipanti doppio

### Teste di serie
| Nazionalità | Giocatore             | Nazionalità   | Giocatore          | Ranking | Testa di serie |
| ----------- | --------------------- | ------------- | ------------------ | ------- | -------------- |
| Stati Uniti | James Cerretani       | Svezia        | Andreas Siljeström | 260     | 1              |
| Francia     | Pierre-Hugues Herbert | Canada        | Adil Shamasdin     | 267     | 2              |
| Filippine   | Ruben Gonzales        | Nuova Zelanda | Artem Sitak        | 300     | 3              |
| Paesi Bassi | Stephan Fransen       | Paesi Bassi   | Jesse Huta Galung  | 305     | 4              |

### Altri partecipanti
Coppie che hanno ricevuto una wild card:
- Grégoire Burquier /  Florent Serra
- Juan Lizariturry /  Lamine Ouahab
- Mehdi Abid /  Ameur Ben Hassen

## Vincitori

### Singolare
Simone Bolelli ha battuto in finale  Julian Reister con il punteggio di 6–4, 6–2

### Doppio
Pierre-Hugues Herbert /  Adil Shamasdin hanno battuto in finale  Stephan Fransen /  Jesse Huta Galung con il punteggio di 6–3, 7–6(5)